# Kłodzin (województwo warmińsko-mazurskie)
Kłodzin (niem. Sackstein) – osada w Polsce położona w województwie warmińsko-mazurskim, w powiecie ostródzkim, w gminie Miłakowo.
W latach 1975–1998 miejscowość administracyjnie należała do województwa olsztyńskiego.
Wieś wzmiankowana w dokumentach z roku 1352, jako wieś ziemiańska na 8 włókach. Pierwotna nazwa Saxtyn najprawdopodobniej wywodzi się języka pruskiego, gdzie 'saxto' znaczy kłoda. W roku 1782 we wsi odnotowano pięć domów (dymów), natomiast w 1858 w czterech gospodarstwach domowych było 80 mieszkańców. W latach 1937–39 było 85 mieszkańców. W roku 1973 jako osada Kłodzin należał do powiatu morąskiego, gmina Miłakowo, poczta Włodowo.